# Multiboot Specification
La Multiboot Specification o Especificación Multiarranque es un estándar abierto que describe cómo un gestor de arranque puede cargar un x86 sistema operativo del kernel. La especificación permite que cualquier aplicación del gestor de arranque (bootloader) puede cargar un núcleo de sistema operativo x86.  Por lo tanto, permite que diferentes sistemas operativos y gestores de arranque puedan trabajar juntos e interoperar, sin la necesidad de usar gestores de arranque específicos del sistema.  Como resultado, también permite una más fácil coexistencia de diferentes sistemas operativos en un único equipo, lo que se conoce como multi-arranque (multi-booting) . 
La especificación fue originalmente creada en 1995 y desarrollada por la Fundación para el Software Libre. GNU Hurd, VMware ESXi, Xen y L4 microkernels, todos tienen que ser arrancados de esta forma. GNU GRUB es la implementación de referencia utilizada en el sistema operativo GNU y en otros sistemas operativos.  A diciembre de 2014, la última versión de Multiboot Specification es la 0.6.96, definida en 2009.
El siguiente software se conoce que es compatible con la especificación de arranque múltiple:
- AROS Research Operating System
- BeginAgain[a]
- CapROS
- freeldr, bootloader de ReactOS[a]
- GNU Hurd
- GRUB 2[a]
- GRUB invaders[5]
- LibOSDK
- Linux
- MirBSD bootloader[a]
- MINIX 3[6]
- NetBSD[1]
- NOVA Microhypervisor[7]
- OpenSolaris
- SkyOS
- Syllable
- Xen
- 9front[8]